# Centimorgan
Il centimorgan (cM) è l'unità di misura usata per misurare la percentuale di ricombinanti  distanza genetica tra due loci, ovvero l'unità di mappa genica, "m.u." (mapping unit). Si chiama così in onore di Thomas Hunt Morgan, genetista e biologo statunitense e Premio Nobel per la medicina.
È impiegato nelle  mappe genetiche (mappe cromosomiche calcolate attraverso l'utilizzo delle frequenze di ricombinazione). 
Il cM esprime la distanza tra due punti di un cromosoma, per i quali il numero medio di crossing-over attesi in una singola generazione è 0,01. Due loci genici distano un "cM" se su 100 generazioni derivanti da meiosi, uno sarà ricombinante per quei loci genici. 
Questa unità di misura ed il suo valore possono essere utilizzati solo nel caso di geni associati, ovvero con loci presenti nello stesso cromosoma. Altrimenti, se i geni stanno su cromosomi diversi, per le loro frequenze di ricombinazione valgono le leggi di Mendel, con proporzioni uguali. 
La frequenza di ricombinazione con crossing over non può mai essere superiore al 50% per coppia, quindi non si osservano mai loci di geni associati la cui distanza superi i 50 cM, anzi, perché dall'osservazione dei prodotti meiotici si possa evincere la presenza geni ricombinati con questo sistema, la frequenza dei geni associati deve sempre essere inferiore al 50%, ovvero lontana dal rapporto mendeliano 1:1..., che assicurerebbe la presenza di un avvenuto assortimento indipendente.
Prendiamo ora in considerazione due geni distinti associati ad uno stesso cromosoma, il gene G e il gene T, distanti 6 cM. L'allele [G] è dominante e può trovarsi anche nella sua versione recessiva [g] e l'allele [T] è dominante sul suo allele [t]. 
Una persona può essere:
- omozigote dominante e avere in ciascuna cellula due cromosomi omologhi di derivazione uno materna e l'altro paterna: il primo cromosoma sarà GT e il secondo cromosoma sarà GT.

- omozigote recessivo e avere in ciascuna cellula due cromosomi omologhi di derivazione uno materna e l'altro paterna: il primo cromosoma sarà gt e il secondo cromosoma sarà gt.

- eterozigote in CIS e avere in ciascuna cellula due cromosomi omologhi di derivazione uno materna e l'altro paterna: il primo cromosoma sarà GT e il secondo cromosoma sarà gt.

- eterozigote in TRANS e avere in ciascuna cellula due cromosomi omologhi di derivazione uno materna e l'altro paterna: il primo cromosoma sarà Gt e il secondo cromosoma gT.

Per il nostro esempio consideriamo una donna eterozigote in TRANS, tenendo conto che i due geni G e T distano tra loro 6 cM. 
Su 100 gameti prodotti dalla madre 6 saranno ricombinanti. Quindi la madre statisticamente produrrà 94 gameti non ricombinanti per quei geni e 6 gameti ricombinanti per quei geni, di cui: 
- 47 gameti contenenti il cromosoma con alleli [Gt]

- 47 gameti contenenti il cromosoma con alleli [gT]

- 3 gameti ricombinanti contenenti il cromosoma con alleli [gt]

- 3 gameti ricombianti contenenti il cromosoma con alleli [GT]

È importante sottolineare che quei 94 gameti non ricombinanti per quei geni possono essere dei gameti ricombinanti, ma per geni differenti dai due considerati.

## Equivalenze
Un centiMorgan equivale a un'unità di mappa (u.m.) (1cM = 1 u.m.). Un Morgan equivale a 100 cM e quindi a 100 u.m.